# Федоренко Анатолій Павлович
Анатолій Павлович Федоренко — український зоолог і еколог, орнітолог, фахівець з охорони хребетних тварин, кандидат біологічних наук (1956), один з основоположників Червоної книги України, зробив найбільший внесок і був укладачем зоологічної частини її першого видання (1980), а також першим головою Комісії з питань Червоної книги України (з 1975). Автор понад 140 наукових праць. Брав участь у створенні Української радянської енциклопедії, Географічної енциклопедії України та Біологічного словника.

## Життєпис
Закінчив кафедру зоології хребетних Львівського державного університету, де почав наукові дослідження під керівництвом Ф. Й. Страутмана. У 1956 році закінчив аспірантуру в Інституті зоології імені І. І. Шмальгаузена і захистив кандидатську дисертацію на тему «Птахи Лісостепу УРСР та їх роль у обмеженні чисельності бурякових довгоносиків» (науковий керівник — О. Б. Кістяківський). Все подальше життя пропрацював в Інституті зоології, обіймав посади завідувача лабораторії охорони наземних хребетних і заступника директора з наукової роботи.

## Деякі публікації

### Монографії та довідники
- Воинственский М. А., Федоренко А. П. Дикие птицы. — Киев: Внешторгиздат, 1966. — 187 с.
- Липа О. Л., Федоренко А. П. Заповідники та пам'ятки природи України. — К.: Урожай, 1969. — 186 с.
- Червона книга Української РСР / Укладачі: А. П. Федоренко, В. І. Чопик. — К.: Наукова думка, 1980. — 499 с.
- Федоренко А. П. Охорона рідкісних видів фауни. — К.: Урожай, 1985. — 63 с.
- Смогоржевський Л. О., Федоренко А. П. Охорона та приваблювання птахів. — Київ: Радянська школа, 1986. — 71 с.
- Заповедники СССР: Заповедники Украины и Молдавии. М.: Мысль, 1987. — 279 с. (у складі колективу авторів)
- Тварини Червоної книги / А. П. Федоренко, І. В. Рогатко, В. I. Лисенко та ін. — К.: Урожай, 1990. — 206 с.
- Борейко В. Е., Архіпчук В. О., Бриних В. О., Горбань I. М., Грамма В. М., Грищенко В. М., Котенко Т. I., Молодан Г. М., Мунтян В. Л., Плющ I. Г., Федоренко А. П. Охорона тваринного світу. Київ: Урожай, 1992. — 224 с.
- Природа Карпатського національного парку. К.: Наукова думка, 1993. — 211 с. (у складі колективу авторів)

### Статті
- Федоренко А. П. Птахи — знищувачі бурякових довгоносиків // Доповіді АН УРСР. 1956. № 2. С. 200—204.
- Федоренко А. П. Роль птахів Лісостепу УРСР в обмеженні чисельності бурякових довгоносиків // Труди Ін-ту зоології АН УРСР. К., 1957. С. 84-94.
- Федоренко А. П. Зимующие птицы Дуная и вопросы их охраны // Охрана природы в западных областях УССР: Тезисы докладов совещания по охране природы и рациональному использованию природных ресурсов западных областей УССР, 14-16 ноября 1957 г. — Львов, 1957. С. 45-46.
- Федоренко А. П. Зимівля великого кроншнепа (Numenius arquata L.) на Україні // Доповіді АН УРСР. 1958. № 10. С. 1139—1140.
- Федоренко А. П. Вплив птахів на щільність залягання бурякових довгоносиків у грунті // Доповіді АН УРСР. 1959. № 9. С. 1011—1014.
- Федоренко А. П., Ткаченко А. I. Вплив дустів ДДТ i ГХЦГ на куріпок // Доповіді АН УРСР. 1960. № 7. С. 974—977.
- Федоренко А. П. Історія вивчення перельотів птахів на Україні методом кільцювання // Збірник праць Зоологічного музею / АН УРСР. Інститут зоології. — Київ, 1960. № 29. С. 12-18.
- Федоренко А. П. Вопросы охраны птиц в дельте Дуная // Конференція по вивченню флори i фауни Карпат та прилеглих територій: Тези доп. — Київ, 1960. С. 392—394.
- Федоренко А. П. Ядохимикаты и куропатки // Охота и охотничье хозяйство. 1962. № 2. С. 21-22.
- Федоренко А. П., Назаренко Л. Ф. Нові дані по зимівлі птахів на північно-західному узбережжі Чорного моря // Наземні хребетні Украіни. — Київ, 1965. С. 64-68.
- Федоренко А. П. Динаміка чисельності птахів на Азово-Чорноморських зимівлях залежно від кормових умов i температурного режиму // Екологія та історія хребетних фауни України. — Київ, 1966. С. 131—139.
- Федоренко А. П. Отрицательное действие различных химических препаратов на полезных теплокровных // Ядохимикаты и фауна. М.: Наука, 1967. С. 32-46.
- Федоренко А. П. Актуальные вопросы исследований в области охраны фауны // Вестник зоологии. 1969, № 5. С. 3-10.
- Федоренко А. П., Ардамацкая Т. Б. О гибели лебедей на зимовках в 1968/69 г. // Вестник зоологии, 1969, № 5. С. 95-96.
- Федоренко А. П., Антипчук Ю. П., Рогатко И. В. Некоторые морфо-физиологические и биохимические изменения у млекопитающих, вызванные действием инсектицидов в условиях эксперимента // Вестник зоологии. 1971, № 6. С. 49-54.
- Федоренко А. П. Об изменениях в биогеоценозах в связи с загрязнением биосферы // Вестник зоологии. 1973, № 1. С. 3-10.
- Грачик Р., Федоренко А. П., Лоскот В. М., Чуприн С. Л. Интродукция из Познани в Киев черных дроздов (Turdus merula L.) // Вестник зоологии. 1975, № 3. С. 29-32.
- Федоренко А. П. Современные задачи в области охраны редких и исчезающих видов животных // Вестник зоологии. 1976, № 6. С. 3-8.
- Федоренко А. П., Маяцкий Г. Б. Черноморский заповедник, его значение и перспективы развития // Вестник зоологии. 1977, № 2. С. 3-7.
- Федоренко А. П., Рогатко И. В., Спыну Е. И., Акоронко С. Л. Накопление хлорорганических пестицидов у животных заповедных территорий // Вестник зоологии. 1981, № 6. С. 67-70.
- Федоренко А. П. Пестициды как фактор естественного отбора // Вестник зоологии. 1982, № 5. С. 3-8.
- Федоренко А. П., Болденков С. В. Дрофа на Украине и пути ее сохранения // Вестник зоологии. 1983, № 3. С. 34-38.
- Федоренко А. П. Причины сокращения численности и пути сохранения дрофиных в УССР // Дрофы и пути их сохранения. — Москва, 1986. — С. 8-16.
- Федоренко А. П. Современное состояние изученности, использования и охраны генофонда зверей и птиц УССР // Генетические ресурсы растений и животных УССР. К., 1987.
- Fedorenko A. P. The reasons for the decline in numbers of bustards and means of their conservation in the Ukraine Soviet Socialist Republic // Bustard Studies. 1992. 5. P. 8-15.